# Hadley (CDP, New York)
Pour les articles homonymes, voir Hadley.
Hadley est une census-designated place du comté de Saratoga, dans l'État de New York, aux États-Unis,. En 2020, elle compte une population de 1 124 habitants.